# Boris Alexejewitsch Winogradow
Boris Alexejewitsch Winogradow (russisch Борис Алексеевич Виноградов; * 30. November 1948 in Tarutyne, Oblast Ismajil, Ukrainische SSR, UdSSR) ist ein russischer Politiker und Abgeordneter der 4. russischen Duma von 2003 bis 2007.

## Leben
Winogradow absolvierte 1967 die Elektrotechnische Hochschule in Rostow am Don und später das Leningrader Institut für Textil- und Leichtindustrie mit Fokus auf Automatisierungsmechanik.
Von 1988 bis 1998 arbeitete er als Professor der Physik später als Rektor der Staatlichen Amur-Universität in Blagoweschtschensk.
1998 wurde er zunächst zum stellvertretenden Minister für allgemeine und berufliche Bildung, später zum stellvertretenden Bildungsminister Russlands ernannt.
Von 2003 bis 2007 saß Winogradow als Abgeordneter in der Staatsduma der vierten Einberufung.